# シンシナティ・レッドストッキングス

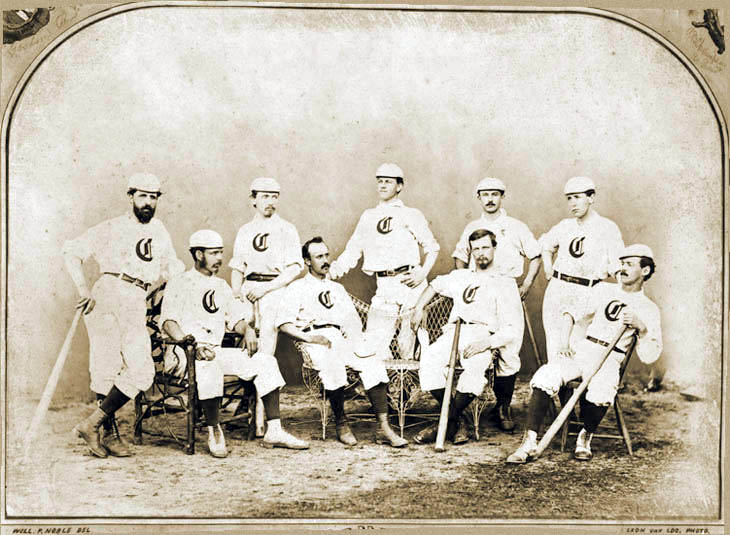
1868年

ここでは、1869年にアメリカ合衆国で最初のプロ野球チームとなった、シンシナティ・レッドストッキングス（英：Cincinnati Red Stockings）について記述する。

## 球団史

### 1866年 - 1867年
1866年7月23日にハーバード大学やイェール大学の卒業生を中心とした「シンシナティ・ベースボール・クラブ」として創設され、球団の代表にはアルフレッド・T・ゴスホーンとアーロン・B・チャンピオンという人物が就任し、結成当時のニックネームは「レゾリューツ」だった。同年9月29日に同じシンシナティのバックアイ・ベースボール・クラブと最初の試合を行ったが、20対18で敗れた。結成して最初の年は4試合を行い2勝2敗の戦績だった。
1867年、当時の「全米野球選手協会」（英：National Association of Base Ball Players, NABBP）に加盟し、地元シンシナティのユニオン・クリケット・クラブが所有するグラウンドに本拠地を移転した。この年チームは18試合を行い、7月にナショナル・ベースボール・クラブとの試合に1つ敗れただけであった。この年チームは、クラブの会員数を増やすために大規模なクラブハウスの建設やフェンス、スタンドなどの設置を行った。後にレッドストッキングスを率いるハリー・ライトは、球団設立以前の1865年に、ユニオン・クリケット・クラブから年1200ドルの契約でニューヨークから移ってきており、球団はハリーをチームに参加させる際、これと同額の報酬を支払うことを約束した。この引き抜きのために彼はスカウトの第1号と言われている。1867年シーズン終わりには、チームの先発メンバーのうち5人はすでに報酬をもらってプレイしていた。

### 1868年
1868年には白を基調にし赤のストッキングをあしらったチームのユニフォームが出来上がる。このユニフォームの起源については不明な点も残る。一説には球団の副代表だったチャンピオンの事務所に勤めていた、ジョージ・B・エラードという人物が考案したものとされている。また赤いストッキングの採用はハリー・ライトの提案だったという説もある。この年クラブの会長職にあったアーロン・チャンピオンは、ニューヨーク等シンシナティより東部の強豪クラブに引けをとらない、最強のチームを作ることを望むようになる。1868年9月にチームはアマチュアのクラブからの脱却を決定し、最高の選手達を集めるため他の都市からも選手のスカウトを行った。
この頃多くの著名なクラブの有名選手は、すでにクラブから報酬をもらってプレイする者ばかりであったが、当時はまだプロの規定がなく、選手に対する報酬は公には不正な行為とされていた。

### 1869年 - 1870年
1869年に全米野球選手協会が規定を設けてプロの野球選手を認可し、レッドストッキングスはプロの選手だけで構成された初めての「プロチーム」となる。以下は「ファースト・ナイン」と呼ばれる、レッドストッキングスの選手の一覧である。

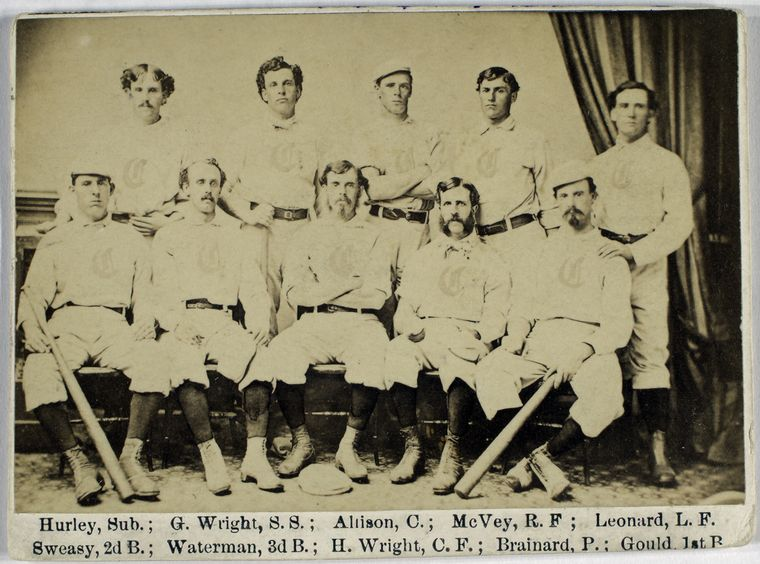
シンシナティ・レッドストッキングス(1869年)

- 投手　：エイサ・ブレイナード（Asa Brainard）
- 捕手　：ダグ・アリソン（Doug Allison）
- 一塁手：チャーリー・グールド（Charlie Gould）
- 二塁手：チャーリー・スウィージー（Charlie Sweasy）
- 三塁手：フレッド・ウォーターマン（Fred Waterman）
- 遊撃手：ジョージ・ライト（George Wright）
- 左翼手：アンディ・レナード（Andy Leonard）
- 中堅手：ハリー・ライト（Harry Wright）※監督兼任
- 右翼手：カル・マクヴィー（Cal McVey）
- 控え　：ディック・ハーレイ（Dick Hurley）

上記のメンバーで1869年と1870年の2シーズンを戦い、1869年は東部の巡業を含め57戦負けなしの成績を残し、翌1870年6月にブルックリンのアトランティック・クラブに11回を7対8で敗れるまで、84連勝を続けた。しかし1870年は戦績が67勝して6敗だけだったにもかかわらず、上記のアトランティック・クラブ戦の敗戦以降、シンシナティのファンのレッドストッキングスに対する関心は急速に失われることになっていった。8月には社長だったアーロン・チャンピオンが辞任する。新たに社長となったA.P.C.ボンテは、急速に悪化したチームの財政から、この年の11月21日に、プロの選手達と1871年シーズン契約しないことを宣言した。

### 1871年
前年レッドストッキングスでプレイしていたプロの選手たちは離散し、この年創設されるナショナル・アソシエーションに参加するチームに雇われていくことになる。ハリー・ライトを始めジョージ・ライト、チャーリー・グールド、カル・マクベイはボストンに赴き、同年1月に設立された「ボストン・レッドストッキングス」（現アトランタ・ブレーブス）に参加する。他方エイサ・ブレイナードら5人はワシントンD.C.に設立されたワシントン・オリンピックスに所属したが、その後オリンピックスは2年もたずに解散することになる。

## 戦績
| 年度   | 試合数 | 勝利 | 敗戦 | 引分 |
| ------ | ------ | ---- | ---- | ---- |
| 1867年 | 18     | 17   | 1    | 0    |
| 1868年 | 43     | 36   | 7    | 0    |
| 1869年 | 57     | 57   | 0    | 0    |
| 1870年 | 74     | 67   | 6    | 1    |

以下は1869年以降のプロチームとの対戦成績
| 年度   | 試合数 | 勝利 | 敗戦 | 引分 |
| ------ | ------ | ---- | ---- | ---- |
| 1869年 | 19     | 19   | 0    | 0    |
| 1870年 | 34     | 27   | 6    | 1    |